# Spermophilus franklinii
Spermophilus franklinii е вид гризач от семейство Катерицови (Sciuridae). Възникнал е преди около 0,3 млн. години по времето на периода кватернер. Видът не е застрашен от изчезване.

## Разпространение и местообитание
Разпространен е в Канада (Албърта, Манитоба, Онтарио и Саскачеван) и САЩ (Айова, Илинойс, Индиана, Канзас, Минесота, Мисури, Небраска, Северна Дакота, Уисконсин и Южна Дакота).
Обитава гористи местности, влажни места, градини, ливади, пасища, храсталаци, савани, степи, езера, блата, мочурища и тресавища.

## Описание
На дължина достигат до 24,6 cm, а теглото им е около 457,6 g.
Продължителността им на живот е около 7,2 години. Популацията на вида е намаляваща.